# Mineralna ulja
Mineralna ulja su ulja koja potječu od nafte, ugljena ili škriljevaca, a sastoje se od ugljikovodika. Koriste se u petrokemiji, kao goriva i kao sredstva za podmazivanje. Mineralno bazno ulje proizvodi se rafinacijom teških frakcija nafte dobivenih vakuumskom destilacijom na temperaturi višoj od 350 °C i danas čini više od četiri petine od ukupno proizvedenih količina maziva. Maziva ulja mineralne osnove primjenjuju se za podmazivanje većine vozila i strojeva pri normalnim uvjetima rada. Dodatcima ili aditivima se može smanjiti ovisnost viskoznosti o temperaturi, poboljšati tečnost pri niskim i postojanost pri višim temperaturama, povećati sposobnost zaštite od korozije, te čvrstoća mazivoga sloja i time poboljšati podnošenje iznimno velikih tlakova, te smanjiti trošenje strojnih dijelova.
Glavno je svojstvo maziva viskoznost kao mjera njegova unutarnjeg trenja. Za podmazivanje uz veće brzine gibanja potrebna je manja viskoznost, a uz veća opterećenja veća viskoznost maziva. Viskoznost ovisi o temperaturi pa se s njezinim porastom smanjuje. Promjena viskoznosti s promjenom temperature označuje se indeksom viskoznosti (ulja većeg indeksa viskoznosti pokazuju manju promjenu viskoznosti s promjenom temperature). Mineralna bazna ulja imaju indeks viskoznosti do približno 100, dok se dodatkom aditiva može postići i znatno viši indeks viskoznosti (do 200). Sintetska ulja mogu imati indeks viskoznosti i veći od 200.
Tekuća maziva svrstavaju se ponajprije u motorna ulja (maziva za vozila) i industrijska ulja (maziva za strojeve), a rabe se i marinska maziva za brodske motore i uređaje, maziva za željeznice, zrakoplove, poljoprivredne strojeve i drugo.

## Tekuća maziva
Tekuća maziva najvažnija su vrsta maziva. Sastoje se od baznog ulja i dodataka (aditiva). Bazno ulje može biti mineralno ili sintetsko.

### Bazna ulja
Za proizvodnju mazivih ulja najčešće se koriste mineralna bazna ulja zbog dobrih svojstava i povoljne cijene. Mineralna se bazna ulja dobivaju iz nafte frakcijskom i vakuumskom destilacijom te rafinacijom destilata otapalima (solventima) pomoću kojih se iz destilata uklanjaju nepoželjni i manje stabilni sastojci te kruti parafinski spojevi. Rafinacijom se dobivaju toplinski i oksidacijski stabilnija i korozijski manje agresivna ulja, koja uz to imaju manju sklonost skrućavanju i povećanju viskoznosti pri niskim temperaturama. Postupci klasične ili konvencionalne rafinacije jesu solventna rafinacija, odnosno ekstrakcija furfuralom, zatim solventna deparafinacija i konačno dorada vodikom. Rafinacijom odgovarakućih destilata dobivaju se bazna ulja ili solventni rafinati potrebne viskoznosti za namješavanje različitih mazivih ulja. 
Za pridobivanje baznog ulja vrlo visoke viskoznosti (eng. brightstock) potrebnog za namješavanje mazivih ulja velike viskoznosti koristi se ostatak nakon vakuumske destilacije, koji se obrađuje postupcima deasfaltizacije, solventne rafinacije i deparafinacije. U posljednje se vrijeme za proizvodnju baznih ulja iz naftnih destilacijskih frakcija ili krutog parafina sve više koriste postupci obrade vodikom gdje se pri visokim tlakovima i temperaturama pomoću posebnih katalizatora postiže osim uklanjanja nepoželjnih sastojaka i promjena strukture pojedinih prisutnih kemijskih spojeva radi povećanja udjela poželjnih kemijskih struktura izoparafina. Na taj se način postižu još bolja svojstva mineralnih baznih ulja, koja se tada često nazivaju i hidrorafinirana ili hidrotretirana. Ovisno o žestini obrade vodikom mogu se proizvesti mineralna bazna ulja koja se uporabnim svojstvima u velikoj mjeri približavaju pojedinim sintetičkim baznim uljima. 
Mineralna se bazna ulja koriste najvećim dijelom za proizvodnju maziva, no dio se koristi i kao procesna ulja u industriji, elektroizolacijska ulja u transformatorima i električnim sklopkama i uređajima, te kao ulja u prehrambenoj, kozmetičkoj i farmaceutskoj industriji i tako dalje.